# Xung đột Ả Rập – Israel
Xung đột Ả Rập – Israel (tiếng Ả Rập: الصراع العربي الإسرائيلي, tiếng Hebrew: הסכסוך הישראלי ערבי) là những hành vi thù địch và căng thẳng chính trị đã kéo dài khoảng một thế kỷ. Nó liên quan tới sự thành lập Nhà nước Israel hiện đại, cũng như sự thành lập và độc lập của nhiều quốc gia Ả Rập trong cùng thời kỳ, và mối quan hệ giữa các nước Ả Rập và Israel (xem bài liên quan Xung đột Israel – Palestine).

## Phạm vi cuộc xung đột
Một số người sử dụng thuật ngữ "Xung đột Trung Đông" để chỉ vấn đề này; tuy nhiên, đây là vùng đã xảy ra nhiều cuộc xung đột không có sự tham gia của Israel (xem Danh sách những cuộc xung đột tại Trung Đông). Từ năm 1979, cuộc xung đột có thêm sự hiện diện của nước Cộng hòa Hồi giáo Iran (một quốc gia không Ả Rập, không nổi bật trên bản đồ).
Dù chỉ xảy ra trên một diện tích địa lý và với số lượng thương vong khá nhỏ, cuộc xung đột đã trở thành tâm điểm quan tâm của truyền thông quốc tế cũng như sự chú ý của giới ngoại giao trong nhiều thập kỷ, có lẽ bởi trữ lượng dầu mỏ to lớn trong vùng, dù thực tế rằng Israel thực tế không sở hữu bất kỳ nguồn tài nguyên dầu mỏ nào, và cả Liban cũng như Chính quyền Palestine cũng không hề có. Hơn nữa, nhiều quốc gia, cá nhân và các tổ chức phi chính phủ ở khắp nơi trên thế giới đều cảm thấy mình có liên quan tới cuộc xung đột này vì những lý do như quan hệ văn hóa và tôn giáo với Đạo Hồi, văn hóa Ả Rập, Thiên Chúa giáo, Do Thái giáo hay Văn hóa Do Thái, hay vì ý thức hệ, nhân quyền, chiến lược hay các lý do tài chính khác.

Vì Israel là một chế độ dân chủ với hệ thống báo chí tự do, truyền thông được phép tiếp cận cuộc xung đột và nhờ thế cuộc xung đột cũng được tường thuật nhiều hơn. Một số người coi cuộc xung đột Ả Rập-Israel là một phần của (hay là dấu hiệu cảnh báo trước của) một sự xung đột giữa các nền văn minh lớn hơn giữa Thế giới phương Tây và Ả Rập hay Thế giới Hồi giáo. Những người khác cho rằng sự liên quan tôn giáo là một vấn đề khá mới trong cuộc xung đột này. Cuộc xung đột này đã gây ra tình trạng thù địch và nhiều cuộc tấn công lẫn nhau từ phía những người ủng hộ (hay được cho là ủng hộ) từ phía các bên đối nghịch tại các quốc gia trên toàn thế giới. 

## Lịch sử cuộc xung đột

### Khởi đầu
Từ thế kỷ thứ 11 trước Công nguyên, nhà nước cổ đại của người Do Thái đã ra đời ở vùng đất Palestine. Vào thế kỷ thứ 8 TCN, các quốc gia cổ của người Do Thái bị tiêu diệt, người Do Thái tản ra tị nạn ở khắp châu Âu và Trung Đông. Vùng Palestine lần lượt nằm dưới sự cai trị của các Đế chế Assyria, Đế chế Babylon, Đế chế Ba Tư, Đế chế La Mã trong hàng thế kỷ sau đó, trước khi người Hồi giáo Ả Rập chiếm được khu vực này vào thế kỷ thứ 8. Palestine trở thành một phần của Đế chế Ottoman từ giữa thế kỷ 16.
Khởi nguồn của cuộc xung đột Ả Rập-Do Thái đã bắt đầu từ cuối thế kỷ 19 và đầu thế kỷ 20, với sự ra đời của các phong trào chủ nghĩa dân tộc Ả Rập vả chủ nghĩa phục quốc Do Thái, cả hai đều hướng tới mục tiêu giành được độc lập từ Đế chế Ottoman và thành lập một quốc gia có chủ quyền cho dân tộc của họ ở khu vực Trung Đông. Với sự gia tăng của chủ nghĩa bài Do Thái ở Châu Âu, một làn sóng di cư của người Do Thái tới Palestine đã diễn ra từ đầu những năm 1880. Sau thất bại của Đế chế Ottoman trong Thế chiến thứ nhất, Palestine đã trở thành một vùng lãnh thổ ủy trị của Anh vào năm 1918.
Amin al-Husseini, lãnh đạo của phong trào dân tộc Ả Rập tại Palestine, đã coi làn sóng nhập cư của người Do Thái vào Palestine là kẻ thù lớn nhất trong sự nghiệp đấu tranh giành độc lập của người Ả Rập, ông ta đã khởi xướng các cuộc bạo loạn quy mô lớn chống lại người Do Thái vào đầu năm 1920 ở Jerusalem và năm 1921 tại Jaffa. Năm 1929, một loạt các cuộc bạo loạn chống Do Thái đã được các nhà lãnh đạo Ả Rập khởi xướng. Các cuộc bạo loạn này đã dẫn đến thương vong lớn của người Do Thái tại Hebron và Safed, buộc người Do Thái phải sơ tán khỏi Hebron và Gaza. Một cuộc bạo loạn đẫm máu của người Ả Rập đã diễn ra vào năm 1936 nhằm chống lại sự cai trị của Anh và chống lại làn sóng nhập cư của người Do Thái, song bị quân đội Anh dập tắt. Người Do Thái và người Ả Rập gây sức ép kêu gọi người Anh trao trả độc lập cho họ, cả hai cũng đều tuyên bố chủ quyền đối với toàn bộ vùng đất Palestine và không chấp nhận phân chia lãnh thổ.
Với sự bùng nổ của Thế chiến thứ hai, tình hình căng thẳng ở Palestine đã phần nào dịu xuống, người Do Thái và người Ả Rập tạm thời hợp tác với nhau, đứng về phía phe Đồng minh. Tuy nhiên, một số người theo chủ nghĩa dân tộc Ả Rập cực đoan như al-Husseini có xu hướng hợp tác với Đức Quốc xã, ông ta đã tham gia thành lập một bộ máy tuyên truyền ủng hộ phát xít và chống Do Thái trên khắp thế giới Ả Rập. Vào cuối Thế chiến II, một làn sóng nhập cư mới vào Palestine của những người Do Thái sống sót sau cuộc thảm sát Holocaust ở châu Âu đã khiến cho mâu thuẫn giữa hai bên bùng phát trở lại. Người Anh đã thực hiện chính sách hạn chế người Do Thái nhập cư, khiến cho phong trào đấu tranh của người Do Thái chống lại người Anh ở Palestine trở nên quyết liệt. Áp lực quốc tế cũng gia tăng kêu gọi Anh trao trả độc lập cho người Do Thái.

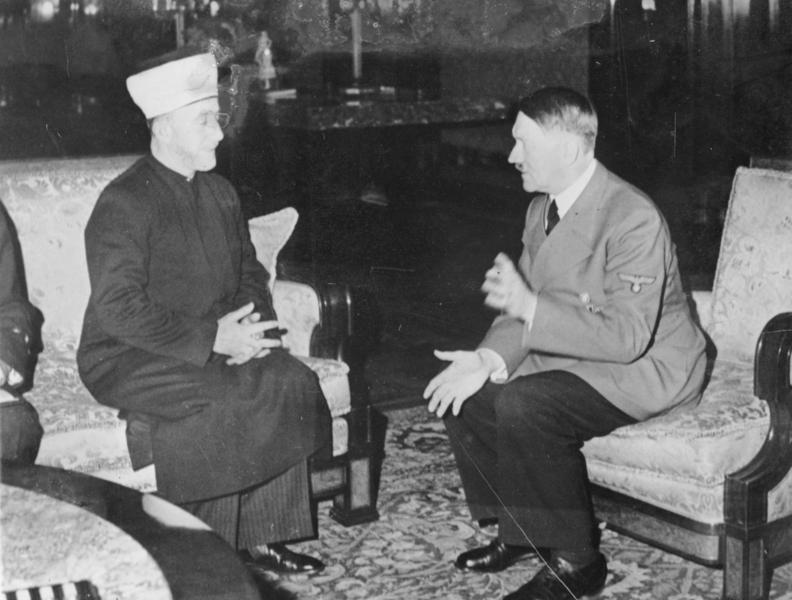
Lãnh đạo của người Ả Rập Palestine, Amin al Husseini, trong cuộc gặp mặt với nhà độc tài Đức Quốc Xã Adolf Hitler

Vào ngày 29 tháng 11 năm 1947, Đại hội đồng Liên Hợp Quốc đã thông qua Nghị quyết 181 (II), thực hiện kế hoạch phân chia vùng đất Palestine thành một nhà nước của người Ả Rập và một nhà nước của người Do Thái, trong khi thành phố thánh Jerusalem được đặt dưới sự quản lý quốc tế. Người Do Thái nhanh chóng chấp nhận kế hoạch này, song người Ả Rập lại phản đối và đòi hỏi chủ quyền của họ đối với toàn bộ Palestine. Tuân thủ theo nghị quyết của Liên Hợp Quốc, người Do Thái đã chính thức tuyên bố thành lập nhà nước Israel vào ngày 14 tháng 5 năm 1948, cả hai siêu cường là Hoa Kỳ và Liên Xô đều ngay lập tức công nhận nhà nước mới này chỉ sau chưa đầy một tiếng đồng hồ. Trước tình hình đó, các nước Ả Rập tuyên bố không công nhận nhà nước Israel và đem quân tấn công nước này, dẫn đến Chiến tranh Ả Rập-Israel 1948. Cuộc chiến tranh này đã gây ra khoảng 15.000 thương vong và kết thúc với phần thắng thuộc về Israel.
Theo thỏa thuận ngừng bắn và đình chiến được ký kết giữa hai bên vào năm 1949, hầu hết các vùng lãnh thổ tại Palestine được phân chia cho người Ả Rập theo Nghị quyết 181 (II) đã bị Israel đánh chiếm, trong khi Jordan chiếm được Bờ Tây và Ai Cập chiếm lấy Dải Gaza. Đồng thời Israel cũng chiếm Tây Jerusalem, còn Đông Jerusalem tạm thời được đặt dưới quyền kiểm soát của Jordan. Bị mất toàn bộ lãnh thổ, một làn sóng tị nạn chiến tranh khổng lồ của người Ả Rập tại Palestine sang các quốc gia láng giềng đã bùng nổ trong thời gian này.

### 1949-11 tháng 6 năm 1967
Năm 1954, Ai Cập bắt đầu phong toả Eo Tiran, ngăn cản mọi con tàu tới Eilat. Ngày 26 tháng 7 năm 1956, Ai Cập quốc hữu hóa Công ty Kênh đào Suez, và đóng cửa kênh đào này với tàu bè Israel.
Israel trả đũa ngày 29 tháng 10 năm 1956, bằng cách xâm chiếm Bán đảo Sinai với sự hỗ trợ của Anh và Pháp. Trong cuộc Khủng hoảng kênh đào Suez, Israel đã chiếm Dải Gaza và Bán đảo Sinai. Hoa Kỳ và Liên hiệp quốc nhanh chóng gây sức ép buộc nước này ngừng chiến,
mở lại đường biển trong khu vực, hoàn thành việc rút hoàn toàn quân đội Israel khỏi lãnh thổ Ai Cập, và giải giáp hoàn toàn Sinai. Lực lượng Khẩn cấp Liên hiệp quốc (UNEF) được triển khai để giám sát việc giải giáp.
Vào năm 1964, Tổ chức Giải phóng Palestine (PLO) được thành lập bởi Yasser Arafat.
Ngày 19 tháng 5 năm 1967, Ai Cập trục xuất các quan sát viên UNEF, 
và triển khai 100.000 binh sĩ tại Bán đảo Sinai. Sau đó nước này đóng cửa Eo Tiran đối với tàu bè Israel, khiến tình hình khu vực quay trở lại như giai đoạn trước năm 1956. Ngày 30 tháng 5 năm 1967, Jordan tham gia một hiệp ước phòng vệ chung với Ai Cập và Syria. Tổng thống Nasser tuyên bố: "Mục tiêu căn bản của chúng ta là phá huỷ Israel. Người Ả Rập muốn chiến đấu."
Để trả đũa, ngày 5 tháng 6 Israel tung hầu hết tất cả máy bay của mình vào một cuộc tấn công không quân phủ đầu vào Ai Cập. Không quân Israel (AIF) đã tiêu diệt hầu hết Không quân Ai Cập - vẫn đang bất ngờ trước cuộc tấn công, sau đó quay về phía đông tiêu diệt nốt các lực lượng không quân Jordan, Syria và Iraq. Cuộc tấn công này là yếu tố chủ chốt dẫn tới chiến thắng của Israel trong cuộc Chiến tranh Sáu Ngày.. Kết thúc cuộc chiến, Israel đã chinh phục được Bờ Tây (bao gồm cả Đông Jerusalem), Dải Gaza, Cao nguyên Golan và Bán đảo Sinai, đánh dấu một thất bại nặng nề dành cho khối Ả Rập.

### 12 tháng 6 năm 1967-1973
Mùa hè năm 1967, các lãnh đạo Ả Rập gặp mặt tại Khartoum về cuộc chiến tranh nhằm tìm ra một lập trường chung với Israel. Họ đạt đến đồng thuận như sau:
- Không công nhận Nhà nước Israel.
- Không có hòa bình với Israel.
- Không đàm phán với Israel.[23]

Năm 1969, Ai Cập đưa ra sáng kiến Chiến tranh Tiêu hao, với mục tiêu làm kiệt quệ nhà nước Israel buộc họ đầu hàng tại Bán đảo Sinai. Cuộc chiến tranh chấm dứt với cái chết của Nasser năm 1970.
Sau cuộc chiến Sáu ngày, Tổ chức Giải phóng Palestine (PLO) buộc phải tháo chạy sang Jordan, nơi vua Hussein đã cung cấp các căn cứ và nơi trú ẩn cho họ. Tuy vậy đến năm 1970, PLO bất ngờ phản bội Hussein và quay sang chống lại ông trong sự kiện đẫm máu được gọi là Tháng Chín đen tối.
Thất bại trước quân đội chính phủ Jordan, PLO lại phải di dời đến Nam Lebanon, nơi đây đã được PLO sử dụng làm căn cứ để tiến hành các cuộc tấn công khủng bố vào miền bắc Israel cũng như các chiến dịch không tặc trên toàn thế giới. Một trong những hành động khủng bố khét tiếng nhất của các nhóm phiến quân Palestine trong thời gian này là vụ bắt giữ và giết hại 11 vận động viên Israel tại Thế vận hội Olympic năm 1972. Bên cạnh đó, những phần tử khủng bố Palestine còn chịu trách nhiệm trong vô số các cuộc tấn công đáng chú ý khác, chẳng hạn như vụ không tặc chuyến bay Sabena 571 và vụ thảm sát ở sân bay Lod.
Ngày 6 tháng 10 năm 1973, Syria và Ai Cập bất ngờ tấn công Israel vào ngày lễ Yom Kippur, lấn lướt lực lượng quân sự của Israel. Cuộc Chiến tranh Yom Kippur ảnh hưởng tới sự đối đầu gián tiếp giữa Hoa Kỳ và Liên bang Xô viết.
Khi Israel đã chiếm lại ưu thế trên chiến trường, Liên bang Xô viết đã đe dọa can thiệp quân sự. Hoa Kỳ, lo ngại về một cuộc chiến tranh hạt nhân, đã giàn xếp một cuộc ngưng bắn ngày 25 tháng 10.

### 1974-2000
Ai Cập
Sau Hiệp ước Trại David cuối thập kỷ 1970, Israel và Ai Cập đã ký kết một hiệp ước hòa bình vào tháng 3 năm 1979. Theo những điều khoản của nó, Bán đảo Sinai được trao trả lại cho Ai Cập, và Dải Gaza tiếp tục nằm dưới quyền kiểm soát của Israel, sẽ được gộp vào trong nhà nước Palestine tương lai.
Jordan
Tháng 10 năm 1994, Israel và Jordan đã ký kết một hiệp ước hòa bình, quy định sự hợp tác song phương, một sự kết thúc những sự thù địch, và một giải pháp với những vấn đề còn chưa được giải quyết.
Iraq
Tháng 6 năm 1981, Israel đã thành công trong việc tấn công phá hủy cơ sở hạt nhân mới được xây dựng của Iraq trong Chiến dịch Opera.
Trong Chiến tranh Vùng Vịnh, Iraq đã bắn 39 tên lửa vào Israel, với hy vọng thống nhất thế giới Ả Rập chống lại liên quân đang tìm cách giải phóng Kuwait. Trước yêu cầu của Hoa Kỳ, Israel đã không trả đũa các cuộc tấn công này nhằm ngăn chặn sự bùng phát thêm của cuộc chiến.
Liban
Năm 1970, sau một cuộc nội chiến kéo dài, vua Hussein đã trục xuất PLO khỏi Jordan. PLO chuyển sang đóng tại Liban và từ đó tung ra các cuộc tấn công nhằm vào Israel. Năm 1981, Syria, đồng minh của PLO, bố trí tên lửa tại Liban. Tháng 6 năm 1982, Israel xâm chiếm Liban. Trong vòng 2 tháng, PLO đã đồng ý rút lui.
Tháng 3 năm 1983, Israel và Liban ký kết một thỏa thuận ngừng bắn. Tuy nhiên, Syria đã gây sức ép buộc Tổng thống Amine Gemayel phải hủy bỏ hiệp ước này vào tháng 3 năm 1984. Tới năm 1985, các lực lượng Israel hầu như đã rút toàn bộ khỏi Liban, Israel đã hoàn thành việc rút quân vào tháng 5 năm 2000, để lại một khoảng trống quyền lực và Syria cùng Hezbollah đã nhanh chóng nắm lấy.

Palestine
Năm 1987, Phong trào Intifada lần thứ nhất bắt đầu. PLO bị trục xuất khỏi các cuộc đàm phán để giải quyết vấn đề cho tới khi họ công nhận Israel và từ bỏ chủ nghĩa khủng bố trong năm sau đó. Năm 1993, Israel và PLO đã ký kết Hiệp ước hòa bình Oslo, và bản "Tuyên bố về các Nguyên tắc" của họ, cùng với Tiến trình hòa bình, đã được coi là kim chỉ nam cho mối quan hệ Israel-Palestine từ đó tới nay.

### 2000-hiện nay
Để chống lại al-Aqsa Intifada, Israel đã tung ra cái gọi là cuộc tấn công vào các cơ sở khủng bố tại các trung tâm đô thị chính ở Bờ Tây năm 2002. Bạo lực một lần nữa lại lan tràn trong vùng. Với hy vọng tái khởi động tiến trình hòa bình, thủ tướng Israel Ariel Sharon đã bắt đầu chương trình đơn phương rút quân khỏi Dải Gaza năm 2003. Chính sách này được thực thi toàn bộ vào tháng 8 năm 2005.
Tháng 7 năm 2006, các chiến binh Hezbollah đã tấn công một đoàn xe quân sự Israel, bắt cóc hai binh sĩ và giết hại bảy người khác, dẫn tới cuộc Xung đột Israel-Liban năm 2006. Một cuộc ngừng bắn được Liên hiệp quốc bảo trợ bắt đầu có hiệu lực ngày 14 tháng 8 năm 2006, chính thức chấm dứt cuộc xung đột.

### Lịch sử tổng quan
- Bregman, Ahron (2002). Israel's Wars: A History Since 1947. Luân Đôn: Routledge. ISBN 0-415-28716-2
- Bregman, Ahron Elusive Peace: How the Holy Land Defeated America.
- Bard, Mitchell. The Complete Idiot's Guide to Middle East Conflict. 2nd ed. (Alpha, 2002), ISBN 0-02-864410-7
- Bickerton, Ian J. and Carla L. Klausner. A Concise History of the Arab–Israeli Conﬂict. 4th ed. (Prentice Hall, 2001), ISBN 0-13-090303-5
- Cohn-Sherbok, Dan. The Palestine-Israeli Conflict: A Beginner's Guide (Oneworld Publications, 2003), ISBN 1-85168-332-1
- Cejka, Marek. Israel and Palestine - The past, present and Direction of the Middle Eastern Conflict (Barrister and Principal, 2005), ISBN 978-80-87029-16-9
- David, Ron. Arabs & Israel for Beginners (Writers and Readers Publishing, Inc. 1996), ISBN 0-86316-161-8
- Dowty, Alan. Israel/Palestine (Polity, 2005), ISBN 0-7456-3202-5
- Eran, Oded. "Arab-Israel Peacemaking." The Continuum Political Encyclopedia of the Middle East. Ed. Avraham Sela. New York: Continuum, 2002.
- Fraser, T. G. The Arab–Israeli Conﬂict. 2nd ed. (Palgrave Macmillan, 2004), ISBN 1-4039-1338-2
- Gelvin, James L. The Israel-Palestine Conflict: One Hundred Years of War (Cambridge University Press, 2005), 0521618045
- Harms, Gregory with Todd M. Ferry. The Palestine-Israel Conflict: A Basic Introduction (Pluto Press, 2005), ISBN 0-7453-2378-2
- Hirst, David. The Gun and the Olive Branch. 3rd ed. (Nation Books, 2003), ISBN 1-56025-483-1
- Hurewitz, J. C. The Struggle for Palestine (Shocken Books, 1976), [out of print]
- Karsh, Efraim. Arafat's War: The Man and His Battle for Israeli Conquest. New York: Grove Press, 2003.
- Khouri, Fred J. The Arab–Israeli Dilemma. 3rd ed. (Syracuse University Press, 1985), ISBN 0-8156-2340-2
- Morris, Benny. Righteous Victims: A History of the Zionist–Arab Conﬂict, 1881–2001 (Vintage Books, 2001), ISBN 0-679-74475-4
- Morris, Benny. 1948: The History of the First Arab-Israeli War. New Haven: Yale University Press, 2008.
- Mandel, Neville J. The Arabs and Zionism Before World War I (University of California Press, 1976), [out of print]
- Ovendale,Ritchie. The Origin of the Arab-Israeli Wars, (Pearson Education, Edinburgh (1984), 2004 4th revised ed.
- Pappe, Ilan A History of Modern Palestine: One Nation, Two Peoples: Second Edition  (Cambridge: Cambridge University Press, 2006)
- Roraback, Amanda. Palestine in a Nutshell or Israel in a Nutshell (Enisen Publishing, 2004), ISBN 0-9702908-4-5
- Safran, Nadav. Israel: The Embattled Ally (The Belknap Press, Harvard, 1978), [out of print]
- Sela, Avraham. "Arab-Israeli Conflict." The Continuum Political Encyclopedia of the Middle East. Ed. Avraham Sela. New York: Continuum, 2002. pp. 58–121.
- Shlaim, Avi. The Iron Wall: Israel and the Arab World (Luân Đôn: Penguin Books, 2000), ISBN 978-0-140-28870-4
- Smith, Charles D. Palestine and the Arab–Israeli Conﬂict. 5th ed. (Bedford/St. Martin's, 2004), ISBN 0-312-40408-5
- Sykes, Christopher. Crossroads to Israel (Cleveland: The World Publishing Company, 1965), [out of print]
- Tessler, Mark. A History of the Israeli–Palestinian Conﬂict (Indiana University Press, 1994), ISBN 0-253-20873-4
- Thomas, Baylis. How Israel Was Won (Lexington Books, 1999), ISBN 0-7391-0064-5
- Wasserstein, Bernard. Israelis and Palestinians (Yale University Press, 2003), ISBN 0-300-10172-4

### Phân tích
- Bard, Mitchell G. Will Israel Survive? New York: Palgrave Macmillan, 2007.
- Carey, Roane, ed. The New Intifada: Resisting Israel's Apartheid (Verso, 2001), ISBN 1-85984-377-8
- Catignani, Sergio Israeli Counter-Insurgency and the two Intifadas: Dilemmas of a Conventional Army (Luân Đôn: Routledge, 2008), ISBN 978-0-415-43388-4.
- Barzilai, Gad. Wars, Internal Conflicts, and Political Order: A Jewish Democracy in the Middle East.(New York University Press), ISBN 0-7914-29431.
- Chomsky, Noam. The Fateful Triangle: The United States, Israel and the Palestinians. Rev. ed. (South End Press, 1999), ISBN 0-89608-187-7.
- Dershowitz, Alan. The Case for Peace: How the Arab-Israeli Conflict Can Be Resolved. Hoboken: John Wiley & Sons, Inc., 2005.
- Dershowitz, Alan. The Case for Israel (John Wiley & Sons, 2004), ISBN 0-471-67952-6
- Enderlin, Charles. Shattered Dreams: The Failure of the Peace Process in the Middle East, 1995-2002 (Other Press, 2003), ISBN 1-59051-060-7
- Falk, Avner, Fratricide in the Holy Land: A Psychoanalytic View of the Arab-Israeli Conflict. University of Wisconsin Press, 2004, ISBN 0-299-20250-X
- Finkelstein, Norman. Image and Reality of the Israel-Palestine Conflict. 2nd ed. (Verso, 2003), ISBN 1-85984-442-1 2nd ed. introduction Lưu trữ ngày 1 tháng 3 năm 2008 tại Wayback Machine
- Finkelstein, Norman. Beyond Chutzpah: On the Misuse of Anti-Semitism and the Abuse of History. (University of California Press, 2005), ISBN 0-520-24598-9.
- Flapan, Simha. The Birth of Israel: Myth and Realities (Pantheon Books, 1987),[out of print]
- Flapan, Simha. Zionism and the Palestinians (Croom Helm, 1979), [out of print]
- Gold, Dore. The Fight for Jerusalem: Radical Islam, the West, and the Future of the Holy City. Washington, DC: Regnery Publishing, Inc., 2007.
- Goldberg, Jeffrey. Prisoners: A Story of Friendship and Terror. New York: Vintage Books, 2006.
- Green, Stephen. Taking Sides: America's Secret Relations with a Militant Israel (William Morrow and Co., Inc., 1984), [out of print]
- Maniscalco, Fabio. Protection, conservation and valorisation of Palestinian Cultural Patrimony (Massa Publisher, 2005), ISBN 88-87835-62-4
- Martin, Dom. COEXISTENCE: Humanity's Wailing Wall Lưu trữ ngày 21 tháng 1 năm 2008 tại Wayback Machine TransGalactic Publications, 2006, ISBN 0-9616078-8-2
- Pappe, Ilan, ed. The Israel/Palestine Question (Routledge, 1999), ISBN 0-415-16948-8
- Pearlman, Wendy. Occupied Voices: Stories of Everyday Life from the Second Intifada (Nation Books, 2003), ISBN 1-56025-530-7
- Quandt, William B. Peace Process. 3rd ed. (Brookings Institution Press, 2005), ISBN 0-520-24631-4
- Reinhart, Tanya. Israel/Palestine: How to End the War of 1948 (Seven Stories Press, 2002), ISBN 1-58322-538-2
- Ross, Dennis. The Missing Peace: The Inside Story of the Fight for Middle East Peace (Farrar, Straus and Giroux, 2005), ISBN 0-374-19973-6
- Safran, Nadav. The United States and Israel, ISBN 0-674-92490-8 [out of print]
- Said, Edward W. The Question of Palestine (Vintage Books, 1992), ISBN 0-679-73988-2
- Salinas, Moises. Planting Hatred, Sowing Pain: The Psychology of the Israeli-Palestinian Conflict (Greenwood-Praeger Publishers, 2007), ISBN 0-275-99005-2
- Selby, Jan (2003). Water, Power and Politics in the Middle East: The Other Israeli-Palestinian Conflict. I.B.Tauris. ISBN 1860649343
- Shipler, David K. Arab and Jew: Wounded Spirits in a Promised Land. Rev. ed. (Penguin Books, 2002), ISBN 0-14-200229-1
- Swisher, Clayton E. The Truth About Camp David (Nation Books, 2004), ISBN 1-56025-623-0
- Tilley, Virginia. The One-State Solution, (University of Michigan Press, ngày 24 tháng 5 năm 2005), ISBN 0472115138
- Wasserstein, Bernard. Israelis and Palestinians. Why Do They Fight? Can They Stop?, (Yale University Press,New Haven, 2001)

### Hư cấu
- Abulhawa, Susan. Mornings in Jenin, (Bloomsbury Publishing, 2010), ISBN 9781608190461
- München. Dir. Steven Spielberg. Perf. Eric Bana, Daniel Craig, Marie-Josée Croze, Ciarán Hinds. DreamWorks, 2005. DVD.
- Uris, Leon. Exodus, (Doubleday & Company, 1958)
- You Don't Mess with the Zohan. Dir. Dennis Dugan. Perf. Adam Sandler, John Turturro, Emmanuelle Chriqui, Nick Swardson. Sony Pictures, 2008. DVD.

### Chính phủ và các nguồn chính thức
- Israel's Ministry of Foreign Affairs
- Arab League Online Lưu trữ ngày 31 tháng 12 năm 2006 tại Wayback Machine
- Palestinian Authority Ministry of Foreign Affairs Lưu trữ ngày 5 tháng 8 năm 2010 tại Wayback Machine
- US State Department Mideast Peace information
- United Nations on the Question of Palestine, and *Israel's UN mission's responses Lưu trữ ngày 15 tháng 1 năm 2009 tại Wayback Machine
- Victims of Palestinian Violence and Terrorism since September 2000

### Truyền thông khu vực
Israel
- Israel News - Yedioth Aharonoth Israel's largest newspaper, centrist (Hebrew)
- IsraelInsider Lưu trữ ngày 21 tháng 4 năm 2009 tại Wayback Machine Israel's Daily Online News Magazine
- Jerusalem Post, Israel's oldest English newspaper, conservative
- Ha'aretz Israeli newspaper, liberal
- Jerusalem Newswire Christian-run Jerusalem-based news website, conservative

Ả rập
- Lebanon Daily Star Lưu trữ ngày 20 tháng 9 năm 2020 tại Wayback Machine, largest English-circulation newspaper in the Arab world
- Al Jazeera, pan-Arab news station (see also Al Jazeera)
- Al Ahram Lưu trữ ngày 2 tháng 5 năm 2014 tại Wayback Machine, Egypt's largest newspaper (see also Al Ahram)
- Palestine Chronicle, weekly electronic paper

### Các nhóm cố vấn và Phân tích chiến lược
- Jaffee Center for Strategic Studies at Tel Aviv University Lưu trữ ngày 23 tháng 9 năm 2007 tại Wayback Machine, influential centrist Israeli think tank specializing in military and strategic analysis
- Palestinian Academic Society for the Study of International Affairs (PASSIA) Lưu trữ ngày 11 tháng 12 năm 2004 tại Wayback Machine, Palestinian research organization
- Israel/Palestine Center for Research and Information Lưu trữ ngày 25 tháng 1 năm 2014 tại Wayback Machine Joint Israeli-Palestinian think tank
- Middle East Research and Information Project
- analyses on the Middle East Lưu trữ ngày 17 tháng 3 năm 2007 tại Wayback Machine, from the Brookings Institute
- Analyses on the Middle East, from Washington Institute for Near East Policy
- Original analysis of current developments in the peace-process Lưu trữ ngày 1 tháng 3 năm 2006 tại Wayback Machine, from Middle East Media Research Institute
- The Ariel Center for Policy Research Lưu trữ ngày 22 tháng 4 năm 2006 tại Wayback Machine

### Những đề xuất hoà bình
Xem bài chính: Danh sách những đề xuất hoà bình Trung Đông
- An historical summary of Middle East Peace Plans and Proposals
- The Novel Catalyst for the Jerusalem Solution Lưu trữ ngày 6 tháng 11 năm 2016 tại Wayback Machine A website explaining why one school for the children of the Israeli and Palestinian governments might be the missing piece needed to achieve a lasting solution
- "Geneva Accord" Alternative Version

### Bản đồ
- MideastWeb Middle East Map Collection
- Israel's story in maps Lưu trữ ngày 5 tháng 4 năm 2008 tại Wayback Machine
- FactsOfIsrael.com Maps, history, statistics, victims
- University of Texas Map Collection

### Các nguồn chung
- Resources >Modern Period>20th Cent.>History of Israel>State of Israel  Lưu trữ ngày 3 tháng 10 năm 2006 tại archive.today The Jewish History Resource Center, Project of the Dinur Center for Research in Jewish History, The Hebrew University of Jerusalem
- ProCon's solutions to the Israeli-Palestinian conflict
- Israel and the Palestinians Lưu trữ ngày 26 tháng 2 năm 2009 tại Wayback Machine
- Palestine Facts Lưu trữ ngày 16 tháng 5 năm 2006 tại Wayback Machine
- Encarta Encyclopedia on the Arab-Israeli ConflictLưu trữ ngày 28 tháng 10 năm 2009 tại Wayback Machine
- Guide to the Arab-Israeli Conflict, includes links to historical sources, as well as sources representing the Arab and Israeli sides of the conflict.
- The Guardian (UK) A Brief History of Arab-Israeli Conflict (flash)
- Mideast: Land of Conflict Lưu trữ ngày 9 tháng 5 năm 2003 tại Wayback Machine from CNN
- Open Directory Project - Israel-Palestine Conflict Lưu trữ ngày 29 tháng 8 năm 2004 tại Wayback Machine
- University of Texas Lưu trữ ngày 9 tháng 5 năm 2008 tại Wayback Machine Center for Mideast Studies extensive collection of updated links
- Diplomacy Monitor - Middle East Lưu trữ ngày 4 tháng 2 năm 2012 tại Wayback Machine
- The Origin of the Palestine-Israel Conflict as viewed by Jews for Justice in the Middle East
- Holy Land, Unholy War Lưu trữ ngày 9 tháng 1 năm 2007 tại Wayback Machine Independent coverage of the Middle East conflicts by the news agency Inter Press Service